# Hesenské velkovévodství
Hesenské velkovévodství (německy Großherzogtum Hessen) byl německý stát, který existoval od roku 1806 do roku 1918. Od roku 1871 bylo součástí Německého císařství. Hesenské velkovévodství vzniklo v roce 1806 potom co ho Napoleon povýšil z lankrabství na velkovévodství (severněji ležící „sestře“ Hesensku-Kasselsku naopak udělil kurfiřtský hlas). Zaniklo v roce 1918, kdy vypukla tzv. listopadová revoluce nebo německá revoluce. Metropolí bylo město Darmstadt.

## Historický přehled
Hesenské velkovévodství vzniklo v roce 1806, kdy Napoleon Bonaparte povýšil lankrabství Hesensko-Darmstadtské na velkovévodství (a jeho severní "sestře" lankrabství Hesensko-Kasselskému udělil již roku 1803 kurfiřtský hlas), od té doby se Hesensko-Darmstadtsko oficiálně nazývalo Hesenské velkovévodství. V roce 1815 byl na Vídeňském kongresu jeho velkovévodský status potvrzen, ale přišlo o svá vestfálská léna, náhradou za to ale obdrželo území známé jako tzv. rýnské Hesensko včetně důležité pevnosti v Mohuči. Díky tomu změnilo v roce 1816 oficiální název na Hesenské a porýnské velkovévodství. Také se stalo nezávislým členem Německého spolku.
V roce 1867 po Prusko-rakouské válce (v níž bylo spojencem Rakouska) se stalo resp. jeho severně od řeky Mohan položená část součástí Severoněmeckého spolku a muselo Prusku podstoupit některá okrajová území, na rozdíl od severního Hesenska-Kasselska (tzv. Kurfiřtství Hesenské), které bylo jako spojenec Rakouska připojeno k Prusku, stejně jako do té doby svobodný stát Frankfurt nad Mohanem). V roce 1871 se jako většina zbylých nezávislých německých států stalo součástí Německého císařství.
V důsledku německé porážky v první světové válce se v listopadu 1918 úplně vyčerpané Německo vzdalo. Následně vypukla v Berlíně takzvaná listopadová či německá revoluce, jež se rozšířila po celém Německém císařství. Jejím důsledkem bylo, že byly zrušeny či padly všechny německé monarchie včetně samotného Německého císařství. Dne 22. listopadu 1918 zde byla po odstoupení posledního velkovévody Arnošta Ludvíka vyhlášena republika resp Lidový stát Hesensko (německy Volksstaat Hessen), který byl do 1933 spolkovou zemí tzv. Výmarské republiky.
Po druhé světové válce bylo Hesensko jako spolková země obnoveno v historicky největším rozsahu 19. září 1945 jako země Velké Hesensko (německy Großhessen), sloučením většiny území bývalého Lidového státu Hesenska (bez území jeho provincie Rýnské Hesensko), většinou území bývalé pruské provincie Hesenska-Nasavska (asi polovina bývalého Nasavského vévodství, bývalé svobodné říšské město Frankfurt nad Mohanem, část lankrabství Hesensko-Homburska, Kurfiřtství Hesenského (Hesensko-Kasselsko) bez jeho bývalých okresů Panství Šmalkaldského a Hrabství Schaumburgu) a většinou území bývalého Svobodného státu Waldecku.

## Rozdělení

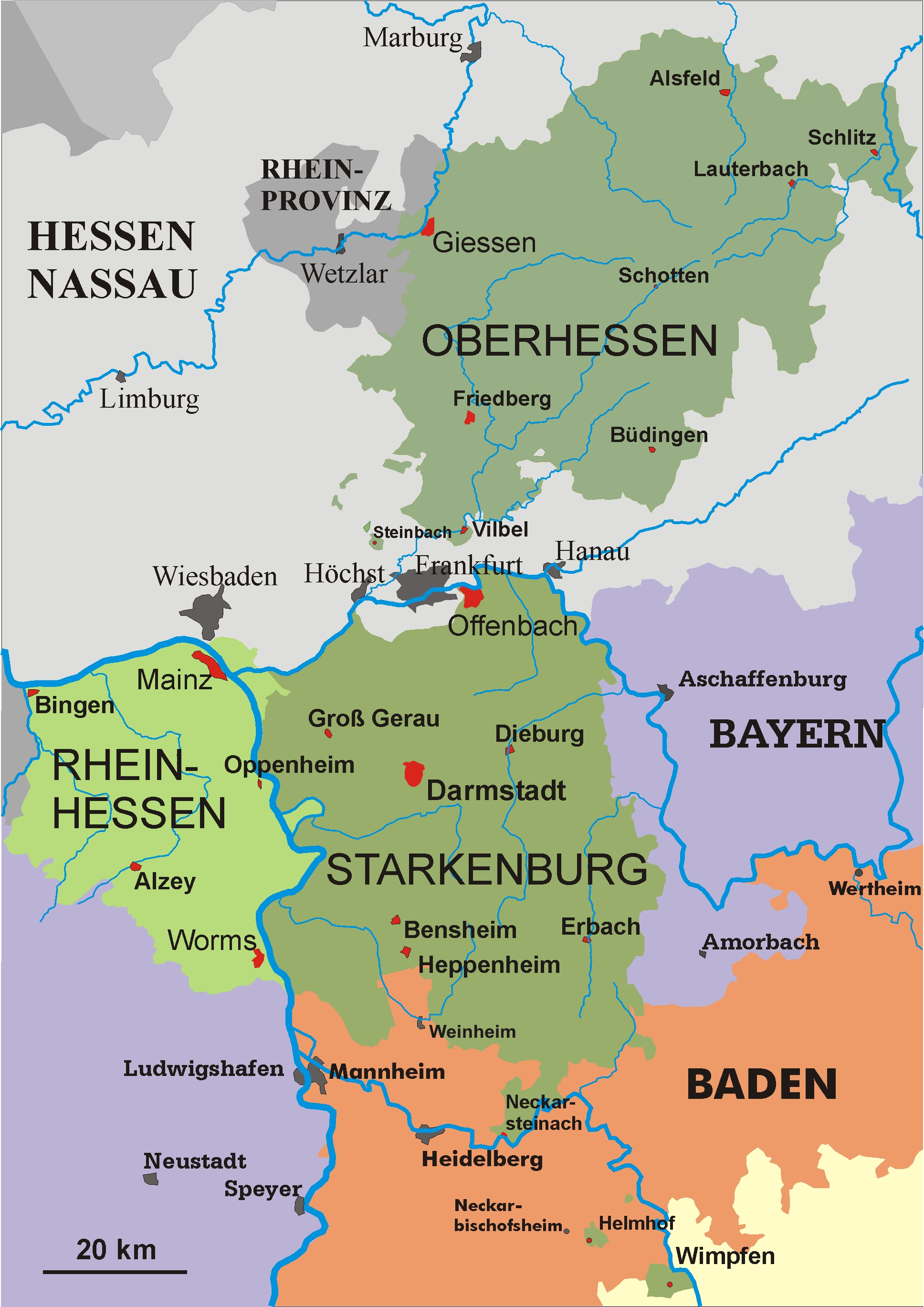
Mapa hesenských provincii

Velkovévdství Hesensko se dělilo na 3 provincie:
- Horní Hesensko (Oberhessen), centrum město Giessen, severní část oddělená od jižní městem Frankfurt nad Mohanem
- Starkenburg, centrum hlavní město Darmstadt, jižní území na pravém břehu Rýna
- Rýnské Hesensko (Rheinhessen), centrum město Mohuč, jižní území na levém břehu Rýna

## Seznam hesenských velkovévodů
- Ludvík I. Hesenský (1806–1830), do roku 1806 lankrabě Hesenska-Darmstadtska
- Ludvík II. Hesenský (1830–1848)
- Ludvík III. Hesenský (1848–1877)
- Ludvík IV. Hesenský (1877–1892)
- Arnošt Ludvík Hesenský (1892–1918)